# Duke of Inverness
Duke of Inverness war ein erblicher britischer Adelstitel in der Peerage of the United Kingdom.
Der Titel wurde am 30. März 1840 für Lady Cecilia Underwood geschaffen.
Sie war seit 1831 mit Augustus Frederick, 1. Duke of Sussex, dem sechsten Sohn König Georgs III. verheiratet, die Ehe wurde aber wegen des Royal Marriages Act 1772 nie formell anerkannt, so dass sie nicht Duchess of Sussex und britische Prinzessin wurde. Deshalb schuf Königin Victoria ihr schließlich einen Titel aus eigenem Recht. Die Namensgebung dieses Titels nimmt Bezug auf den Titel Earl of Inverness, den ihr Mann seit 1801 als nachgeordneten Titel innehatte.
Da sie keine Nachkommen hinterließ erlosch der Titel bei ihrem Tod am 1. August 1873.

## Liste der Dukes of Inverness (1840)
- Cecilia Underwood, 1. Duchess of Inverness (um 1785–1873)